# Austin Hollins
Austin Hollins (Chandler, Arizona, 8 de noviembre de 1991) es un jugador de baloncesto estadounidense que pertenece a la plantilla del Karşıyaka Basket de la BSL turca. Con 1,93 metros de estatura, juega en la posición de escolta y alero.

## Trayectoria deportiva

### Universidad
Jugó cuatro temporadas con los Golden Gophers de la Universidad de Minnesota, en las que promedió 9,4 puntos, 3,2 rebotes, 2,1 asistencias y 1,5 robos de balón por partido. En su última temporada consiguió junto a su equipo el prestigioso torneo del National Invitation Tournament (NIT), en el que además jue elegido mejor jugador de la competición.

#### Estadísticas
| TEMP.   | EQUIPO    | MIN. | TCI-TCA | %TC  | 3PI-3PA | %3P  | TLI-TLA | %TL  | REB | AST | TAP | ROB | FP  | PER | PTS  |
| ------- | --------- | ---- | ------- | ---- | ------- | ---- | ------- | ---- | --- | --- | --- | --- | --- | --- | ---- |
| 2010–11 | Minnesota | 17.0 | 1.6-3.9 | .405 | 0.4-1.6 | .260 | 0.9-1.3 | .692 | 1.5 | 1.2 | 0.3 | 1.2 | 1.1 | 1.0 | 4.5  |
| 2011–12 | Minnesota | 28.4 | 3.2-7.1 | .450 | 1.3-3.6 | .370 | 1.4-1.7 | .815 | 2.8 | 2.1 | 0.3 | 1.1 | 2.2 | 1.7 | 9.2  |
| 2012–13 | Minnesota | 29.8 | 3.5-8.7 | .405 | 1.6-4.6 | .338 | 2.1-2.6 | .800 | 3.2 | 2.6 | 0.4 | 1.7 | 1.9 | 1.3 | 10.7 |
| 2013–14 | Minnesota | 33.1 | 4.2-9.5 | .445 | 1.7-4.9 | .346 | 2.2-2.9 | .771 | 5.0 | 2.4 | 0.5 | 2.0 | 1.8 | 1.6 | 12.4 |

### Profesional
Tras no ser elegido en el Draft de la NBA de 2014, el 2 de agosto firmó su primer contrato profesional con el Denain ASC Voltaire de la Pro B, la segunda división del baloncesto francés. En su primera temporada promedió 8,5 puntos y 1,7 rebotes por partido, cifras que mejoraron en la segunda, en la que acabó con 12,5 puntos y 2,0 rebotes por encuentro.
El 17 de julio de 2016 fichó por el Kauhajoen Karhu de la Korisliiga, la primera división finesa.
El 17 de agosto de 2021, firma por el Estrella Roja de la ABA Liga.
El 18 de enero de 2024 firma por el AEK B.C. de la A1 Ethniki griega, reemplazando a Ricky Ledo.
El 26 de febrero de 2025 fichó por el Karşıyaka Basket de la Basketbol Süper Ligi (BSL) turca.